# Clara Granell i Martorell
Clara Granell i Martorell (Tarragona, 1988) és una investigadora catalana. Informàtica especialista dels sistemes complexos, ha treballat a la Universitat de Saragossa des del 2019 amb una beca post-postdoctoral Juan de la Cierva. Des de 2024 treballa com a professora titular a la Universitat Rovira i Virgili. El 2016 va guanyar el premi DonaTic que atorga el Departament de Polítiques Digitals i Administració Pública de la Generalitat de Catalunya.
El 2020 arran de la pandèmia per coronavirus ha desenvolupat amb diversos col·legues models matemàtics per a estudiar l'evolució del virus. Com diverses altres personalitats científiques recomanava a l'abril del mateix any d'allargar el confinament.